# Севастопольська вулиця (Київ)
Севасто́польська ву́лиця — вулиця в Дарницькому районі міста Києва, місцевість Нова Дарниця. Пролягає від вулиці Ісмаїла Гаспринського до Тростянецької вулиці.
Прилучаються вулиці Геннадія Афанасьєва, Новодарницька, Юрія Литвинського, Юрія Шевельова і Волго-Донська.

## Історія
Вулиця виникла не пізніше 1909 року під назвою Прокоф'євська (у межах від Бориспільської дороги до Федорівської вулиці). У першій третині XX століття отримала назву Січнева, простягалась до теперішньої вулиці Юрія Шевельова. У 1941–1943 роках — Паркова.
У середині XX століття прокладено продовження вулиці під назвою 607-ма Нова вулиця, з якою її об'єднано під сучасною назвою в 1953 році. Повторне рішення про перейменування — 1955 року.

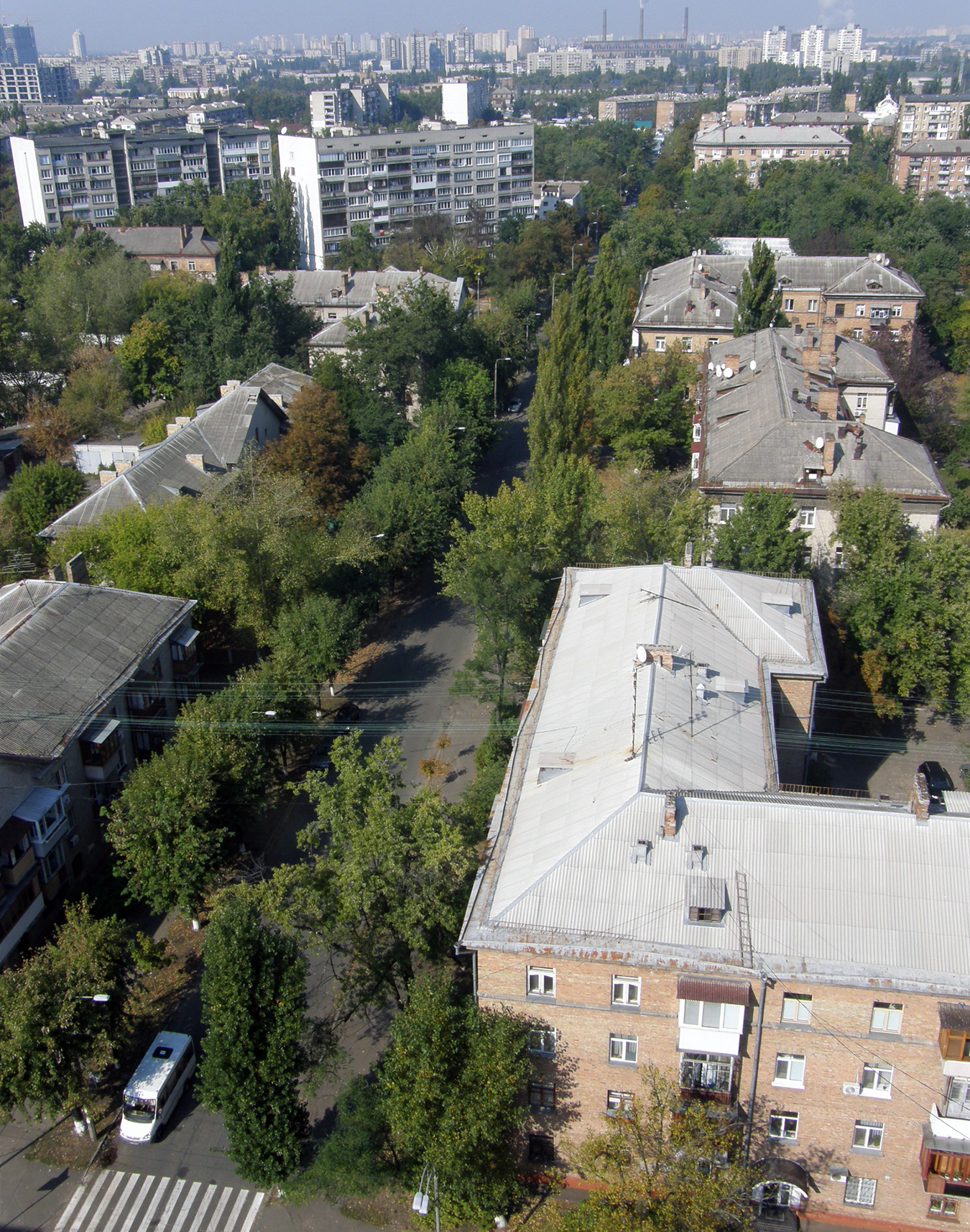
Севастопольська вулиця
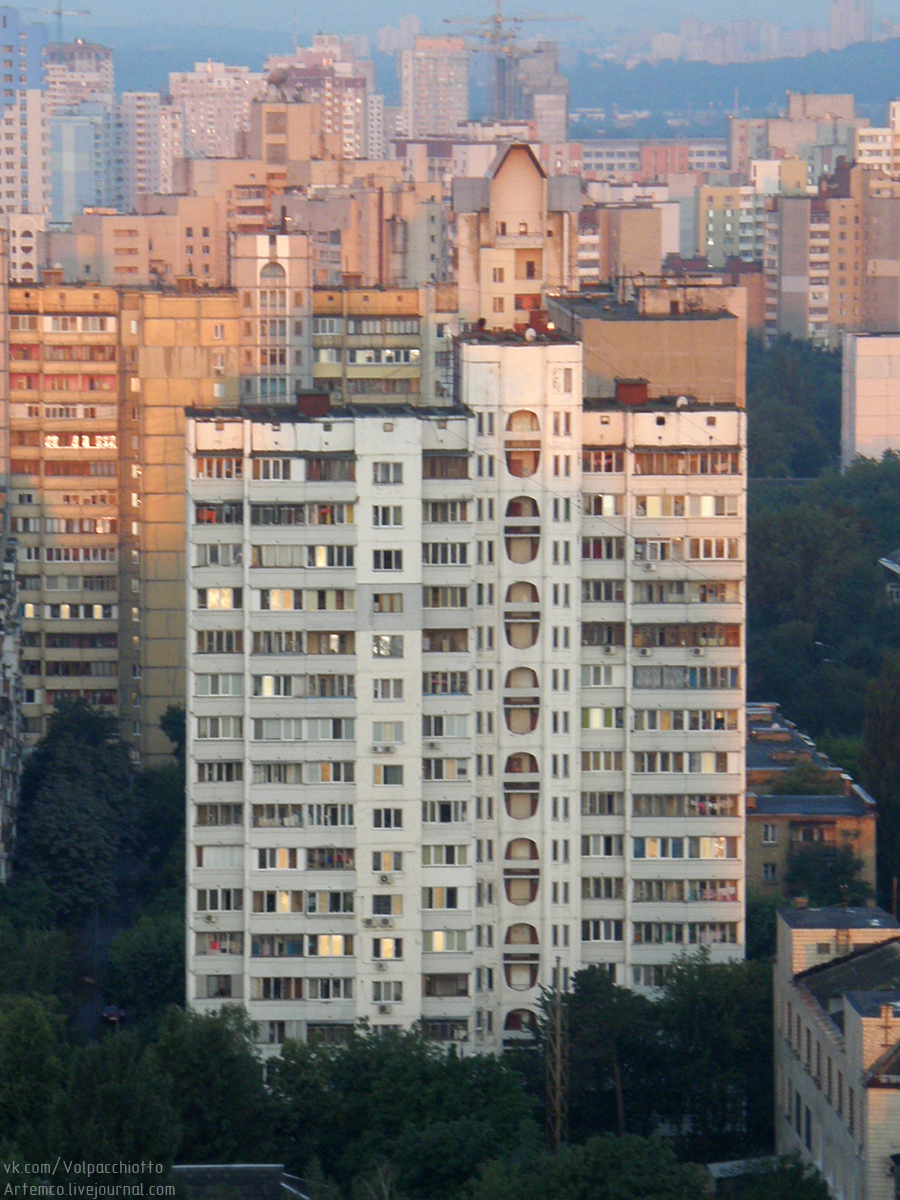
№ 17 – будинок серії Т-1, 1987